# Чжан Вэньлань, Иосиф
Иосиф Чжан Вэньлань (кит. трад. 張文瀾 若瑟; 1831, Сычуань — 29 июля 1861) — святой римско-католической церкви, мученик.

## Биография
Иосиф Чжан Вэньлань родился в 1831 году в католической семье. После получения начального образования в католической школе, где познакомился с основами латинского языка, Иосиф Чжан Вэньлань занимался катехизацией с детьми. Через некоторое время он подал прошение священнику для поступления в католическую семинарию. Пройдя испытательный срок, зимой 1860 года Иосиф Чжан Вэньлань поступил в Высшую католическую семинарию в городе Яоцзягуань. В 1861 году в Китае начались преследования христиан. Весной 1861 года Иосиф Чжан Вэньлань был арестован вместе с Иоанном Бастистом Ло Тининем и Павлом Чэнь Чанпином. 
29 июля 1861 года арестованные были приговорены к смертной казни за исповедание христианства. По дороге на место казни также была арестована и казнена вместе с тремя осуждёнными Марта Ван Ло Маньдэ, которая приносила узникам в течение трёх месяцев пропитание, когда те содержались в тюрьме.

## Прославление
Иосиф Чжан Вэньлань был беатифицирован 2 мая 1909 года римским папой Пием X и канонизирован 1 октября 2000 года римским папой Иоанном Павлом II вместе с группой 120 китайских мучеников.
День памяти в католической церкви — 9 июля.

## Источник
- George G. Christian OP, Augustine Zhao Rong and Companions, Martyrs of China, 2005, стр. 76 (недоступная ссылка)  (англ.)